# 思想電車
思想電車（しそうでんしゃ）は、チュールの2ndシングル。2010年6月9日発売。

## 解説
タイトル曲は、「おおきく振りかぶって 〜夏の大会編〜」の第2期エンディング曲に使用されていることから、初回仕様限定盤には、「おお振り」描き下ろしワイドキャップステッカーと特製「おお振り」キラキラ野球カード"チュール"バージョン（「三橋」、「阿部」、「モモカン」の3種より1枚がランダム封入）が封入される。

## 収録曲
特記以外作詞・作曲：酒井由里絵
1. 思想電車（作曲：酒井由里絵、重松謙太）
2. それが大人ってもんなのか
3. ママのうた

## タイアップ
- 「思想電車」：毎日放送・TBS「おおきく振りかぶって 〜夏の大会編〜」エンディング曲